# OSv
OSv (estilizado como OSv) es un sistema operativo orientado a la computación en la nube lanzado el 16 de septiembre de 2013. Us un sistema operativo de propósito especial que corre como invitado dentro de un hipervisor, por lo que no incluye controladores para correr en hardware real. Utiliza un núcleo de tipo Unikernel, diseñado para correr solo un proceso Linux o una de las aplicaciones soportadas por los entornos de ejecución disponibles (como Java). Por esta razón, no soporta la noción de "multiusuario"; todo corre en el espacio de kernel. Unsando un solo espacio de direcciones remueve algunas de las operaciones que consumen tiempo y recursos asociadas con el cambio de contexto. OSV utiliza grandes cantidades de código de FreeBSD, en particular la pila de la red y el sistema de archivos ZFS. OSv puede ser administrado a través de la API REST y una línea de comando opcional escrita en Lua.